# Presidenti del Ruanda
I presidenti del Ruanda dal 1961 (dalla creazione della figura durante la Rivoluzione del Ruanda nell'ambito del Ruanda-Urundi) ad oggi.
Il Presidente del Ruanda è Capo di Stato e Capo dell'esecutivo della Repubblica. È eletto ogni sette anni dal voto popolare e nomina il Primo ministro e gli altri membri del Gabinetto di governo.

## Lista
| Presidente                                     | Presidente                                     | Presidente                                     | Partito                                        | Elezione                                       | Mandato                                        | Mandato                                        | Primo ministro                                 |
| Presidente                                     | Presidente                                     | Presidente                                     | Partito                                        | Elezione                                       | Inizio                                         | Fine                                           | Primo ministro                                 |
| Repubblica di Ruanda (parte del Ruanda-Urundi) | Repubblica di Ruanda (parte del Ruanda-Urundi) | Repubblica di Ruanda (parte del Ruanda-Urundi) | Repubblica di Ruanda (parte del Ruanda-Urundi) | Repubblica di Ruanda (parte del Ruanda-Urundi) | Repubblica di Ruanda (parte del Ruanda-Urundi) | Repubblica di Ruanda (parte del Ruanda-Urundi) | Repubblica di Ruanda (parte del Ruanda-Urundi) |
| ---------------------------------------------- | ---------------------------------------------- | ---------------------------------------------- | ---------------------------------------------- | ---------------------------------------------- | ---------------------------------------------- | ---------------------------------------------- | ---------------------------------------------- |
|                                                |                                                | Dominique Mbonyumutwa (1921–1986)              | Parmehutu                                      | –                                              | 28 gennaio 1961                                | 26 ottobre 1961                                | Kayibanda                                      |
|                                                |                                                | Grégoire Kayibanda (1924–1976)                 | Parmehutu                                      | 1961                                           | 26 ottobre 1961                                | 1º luglio 1962                                 | Se stesso                                      |
| Repubblica di Ruanda                           |                                                |                                                |                                                |                                                |                                                |                                                |                                                |
|                                                |                                                | Grégoire Kayibanda (1924–1976)                 | Parmehutu                                      | 1965 1969                                      | 1º luglio 1962                                 | 5 luglio 1973 (Deposto)                        | –                                              |
| Colpo di Stato                                 |                                                |                                                |                                                |                                                |                                                |                                                |                                                |
|                                                |                                                | Juvénal Habyarimana (1937-1994)                | Militare (1973-1975) MRND (1975-1994)          | 1978 1983 1988                                 | 5 luglio 1973                                  | 6 aprile 1994 (Assassinato)                    | Nsanzimana Nsengiyaremye Uwilingiyimana        |
|                                                |                                                | Théodore Sindikubwabo (1928–1998)              | MRND                                           | –                                              | 8 aprile 1994                                  | 19 luglio 1994 (Deposto)                       | Kambanda                                       |
| Repubblica di Ruanda                           |                                                |                                                |                                                |                                                |                                                |                                                |                                                |
|                                                |                                                | Pasteur Bizimungu (1950)                       | RPF                                            | –                                              | 19 luglio 1994                                 | 23 marzo 2000 (Dimesso)                        | Twagiramungu Rwigema Makuza                    |
|                                                |                                                | Paul Kagame (1957)                             | RPF                                            | ad interim                                     | 24 marzo 2000                                  | 22 aprile 2000                                 | Makuza Habumuremyi Murekezi Ngirente           |
| 2003 2010 2017 2024                            | 22 aprile 2000                                 | Paul Kagame (1957)                             | RPF                                            | in carica                                      |                                                |                                                | Makuza Habumuremyi Murekezi Ngirente           |